# Campeonato Mundial de Fórmula 1 de 1997
O Campeonato Mundial de Fórmula 1 de 1997 foi o 48º realizado pela FIA. Teve como campeão o canadense Jacques Villeneuve, da Williams, sendo vice-campeão o alemão Heinz-Harald Frentzen, também da Williams. Até hoje, esse foi o último título de construtores conquistado pelo time de Grove. Originalmente, o alemão Michael Schumacher, da Ferrari, foi o vice-campeão. Mas por conta de sua manobra proposital para tirar Villeneuve da última corrida do campeonato, ele perdeu todos os pontos conquistados, mas os resultados foram mantidos. Com isso, o escocês David Coulthard, da McLaren, ficou com o terceiro lugar, e Frentzen com o vice.

## Pilotos e construtores
Os três primeiros colocados da temporada 1997:
| Vice-campeão          | Campeão            | 3º Lugar         |
|                       |                    |                  |
| Heinz-Harald Frentzen | Jacques Villeneuve | David Coulthard  |
| Williams Renault      | Williams Renault   | McLaren Mercedes |

| Equipe                      | Construtor        | Chassis | Motor                                             | Pneu | No | Pilotos               | Rodadas    | Piloto(s) de testes                         |
| --------------------------- | ----------------- | ------- | ------------------------------------------------- | ---- | -- | --------------------- | ---------- | ------------------------------------------- |
| Danka Arrows Yamaha         | Arrows Yamaha     | A18     | Yamaha OX11A (Judd JV rebatizados) 3.0 V10        | B    | 1  | Damon Hill            | Todas      | Jörg Müller Martin Brundle                  |
| Danka Arrows Yamaha         | Arrows Yamaha     | A18     | Yamaha OX11A (Judd JV rebatizados) 3.0 V10        | B    | 2  | Pedro Paulo Diniz     | Todas      | Jörg Müller Martin Brundle                  |
| Rothmans Williams Renault   | Williams Renault  | FW19    | Renault RS9 3.0 V10 Renault RS9B V10              | G    | 3  | Jacques Villeneuve    | Todas      | Jean-Christophe Boullion Juan Pablo Montoya |
| Rothmans Williams Renault   | Williams Renault  | FW19    | Renault RS9 3.0 V10 Renault RS9B V10              | G    | 4  | Heinz-Harald Frentzen | Todas      | Jean-Christophe Boullion Juan Pablo Montoya |
| Ferrari Marlboro            | Ferrari           | F310B   | Ferrari 046/2 3.0 V10                             | G    | 5  | Michael Schumacher    | Todas      | Gianni Morbidelli Nicola Larini             |
| Ferrari Marlboro            | Ferrari           | F310B   | Ferrari 046/2 3.0 V10                             | G    | 6  | Eddie Irvine          | Todas      | Gianni Morbidelli Nicola Larini             |
| Mild Seven Benetton Renault | Benetton Renault  | B197    | Renault RS9 3.0 V10 Renault RS9B V10              | G    | 7  | Jean Alesi            | Todas      | Alexander Wurz                              |
| Mild Seven Benetton Renault | Benetton Renault  | B197    | Renault RS9 3.0 V10 Renault RS9B V10              | G    | 8  | Gerhard Berger        | 1-6, 10-17 | Alexander Wurz                              |
| Mild Seven Benetton Renault | Benetton Renault  | B197    | Renault RS9 3.0 V10 Renault RS9B V10              | G    | 8  | Alexander Wurz        | 7-9        | Alexander Wurz                              |
| West McLaren Mercedes       | McLaren Mercedes  | MP4/12  | Mercedes FO110E 3.0 V10 Mercedes FO110F 3.0 V10   | G    | 9  | Mika Häkkinen         | Todas      | n/a                                         |
| West McLaren Mercedes       | McLaren Mercedes  | MP4/12  | Mercedes FO110E 3.0 V10 Mercedes FO110F 3.0 V10   | G    | 10 | David Coulthard       | Todas      | n/a                                         |
| B&H Total Jordan Peugeot    | Jordan Peugeot    | 197     | Peugeot A14 3.0 V10                               | G    | 11 | Ralf Schumacher       | Todas      | Ricardo Zonta                               |
| B&H Total Jordan Peugeot    | Jordan Peugeot    | 197     | Peugeot A14 3.0 V10                               | G    | 12 | Giancarlo Fisichella  | Todas      | Ricardo Zonta                               |
| Prost Gauloises Blondes     | Prost Mugen-Honda | JS45    | Mugen-Honda MF-301HB 3.0 V10                      | B    | 14 | Olivier Panis         | 1-7, 15-17 | Emmanuel Collard                            |
| Prost Gauloises Blondes     | Prost Mugen-Honda | JS45    | Mugen-Honda MF-301HB 3.0 V10                      | B    | 14 | Jarno Trulli          | 8-14       | Emmanuel Collard                            |
| Prost Gauloises Blondes     | Prost Mugen-Honda | JS45    | Mugen-Honda MF-301HB 3.0 V10                      | B    | 15 | Shinji Nakano         | Todas      | Emmanuel Collard                            |
| Red Bull Sauber Petronas    | Sauber Petronas   | C16     | Petronas SPE-01 (Ferrari 046 rebatizados) 3.0 V10 | G    | 16 | Johnny Herbert        | Todas      | Norberto Fontana                            |
| Red Bull Sauber Petronas    | Sauber Petronas   | C16     | Petronas SPE-01 (Ferrari 046 rebatizados) 3.0 V10 | G    | 17 | Nicola Larini         | 1-5        | Norberto Fontana                            |
| Red Bull Sauber Petronas    | Sauber Petronas   | C16     | Petronas SPE-01 (Ferrari 046 rebatizados) 3.0 V10 | G    | 17 | Gianni Morbidelli     | 6-7, 11-16 | Norberto Fontana                            |
| Red Bull Sauber Petronas    | Sauber Petronas   | C16     | Petronas SPE-01 (Ferrari 046 rebatizados) 3.0 V10 | G    | 17 | Norberto Fontana      | 8-10, 17   | Norberto Fontana                            |
| PIAA Tyrrell                | Tyrrell Ford      | 025     | Ford ED4 3.0 V8 Ford ED5 3.0 V8                   | G    | 18 | Jos Verstappen        | Todas      | Toranosuke Takagi                           |
| PIAA Tyrrell                | Tyrrell Ford      | 025     | Ford ED4 3.0 V8 Ford ED5 3.0 V8                   | G    | 19 | Mika Salo             | Todas      | Toranosuke Takagi                           |
| Minardi F1 Team             | Minardi Hart      | M197    | Hart 830 AV7 3.0 V8                               | B    | 20 | Ukyo Katayama         | Todas      | Tarso Marques                               |
| Minardi F1 Team             | Minardi Hart      | M197    | Hart 830 AV7 3.0 V8                               | B    | 21 | Jarno Trulli          | 1-7        | Tarso Marques                               |
| Minardi F1 Team             | Minardi Hart      | M197    | Hart 830 AV7 3.0 V8                               | B    | 21 | Tarso Marques         | 8-17       | Tarso Marques                               |
| HSBC Malaysia Stewart Ford  | Stewart Ford      | SF01    | Ford VJ Zetec-R 3.0 V10                           | B    | 22 | Rubens Barrichello    | Todas      | n/a                                         |
| HSBC Malaysia Stewart Ford  | Stewart Ford      | SF01    | Ford VJ Zetec-R 3.0 V10                           | B    | 23 | Jan Magnussen         | Todas      | n/a                                         |
| Mastercard Lola F1 Team     | Lola Ford         | T97/30  | Ford ECA Zetec-R 3.0 V8                           | B    | 24 | Ricardo Rosset        | 1          | Andrea Montermini                           |
| Mastercard Lola F1 Team     | Lola Ford         | T97/30  | Ford ECA Zetec-R 3.0 V8                           | B    | 25 | Vincenzo Sospiri      | 1          | Andrea Montermini                           |

## Trocas de pilotos
- Arrows: A equipe, vendida para Tom Walkinshaw em 1996, ousou ao contratar o campeão da mesma temporada, Damon Hill, que fora surpreendentemente dispensado da Williams. Pedro Paulo Diniz, vindo da Ligier, foi companheiro do inglês, que destacou-se com o segundo lugar no GP da Hungria. O time correu com motores Yamaha, que apareceram pela última vez na Fórmula 1.
- Williams: Jacques Villeneuve, após uma boa temporada de estreia, seguiu na equipe. Heinz-Harald Frentzen substituiu Damon Hill, conquistando o vice-campeonato devido à punição imposta contra Michael Schumacher.
- Ferrari: Em sua segunda temporada pela Scuderia, Michael Schumacher foi o vice-campeão na pista, mas acabou punido por jogar seu carro na Williams de Villeneuve, que sagraria-se campeão da temporada de 1997. Seus pontos e resultados na classificação geral foram anulados. Eddie Irvine, seu companheiro de equipe, fez uma temporada razoável, com quatro 3ºs lugares.
- Benetton: Jean Alesi e Gerhard Berger formaram a dupla da equipe anglo-italiana para 1997 - em três corridas, Alexander Wurz substituiu o compatriota, que encerraria sua carreira de piloto ao fim da temporada. Berger, inclusive, é dono de dois feitos históricos. Ele foi o responsável pela primeira vitória da Benetton na Fórmula 1, em 1986, sendo também o último piloto a vencer uma corrida pela equipe: 1997.
- McLaren: Mika Häkkinen e David Coulthard seguiram no time de Woking, que disputaria sua primeira temporada com o patrocínio dos cigarros West,[1] que durou até 2005.[2]
- Jordan: Com Rubens Barrichello de mudança para a novata Stewart e a aposentadoria de Martin Brundle, a equipe de Eddie Jordan chegou a cogitar a contratação de Nigel Mansell, mas o campeão mundial de 1992 não foi bem nos testes, e o italiano Giancarlo Fisichella foi contratado. Ralf Schumacher, irmão mais novo de Michael Schumacher, faria sua estreia na categoria, onde permaneceu por mais 10 temporadas.
- Prost Grand Prix: Estreante na F1 após a saída da Ligier,[3] a escuderia fundada por Alain Prost teve como pilotos Olivier Panis e Shinji Nakano, este último bancado pela Bridgestone e pela Mugen-Honda. O início de temporada da Prost foi surpreendente, com Panis emplacando um terceiro lugar no Brasil e um segundo na Espanha. Um acidente em Montreal afastou o francês por sete corridas, quando o italiano Jarno Trulli foi escalado para substituí-lo.
- Sauber: Sem Heinz-Harald Frentzen, contratado pela Williams, o time suíço manteve o inglês Johnny Herbert. Três pilotos revezaram na pilotagem do segundo carro: os ex-ferraristas Nicola Larini e Gianni Morbidelli, além do estreante argentino Norberto Fontana.
- Tyrrell: Com a saída da Yamaha e, consequentemente, do japonês Ukyo Katayama, a esquadra de Ken Tyrrell voltaria a usar os motores da Ford-Cosworth. Mika Salo disputaria sua última temporada pela Tyrrell, enquanto que o holandês Jos Verstappen foi contratado para o lugar do japonês.
- Minardi: Após 4 anos na Tyrrell, Ukyo Katayama deixou a equipe inglesa para correr na Minardi, trazendo consigo o patrocínio da Mild Seven. Até o GP do Canadá, Jarno Trulli foi companheiro de equipe do experiente japonês, e teve sua vaga herdada pelo brasileiro Tarso Marques, que, além de regressar à categoria depois de apenas 2 provas em 1996, disputou o restante do campeonato.
- Stewart Grand Prix: Em sua primeira temporada na F-1, a escuderia fundada pelo tricampeão Jackie Stewart contratou o brasileiro Rubens Barrichello e o dinamarquês Jan Magnussen para pilotarem o SF01. Com um carro problemático, o time teve como melhor resultado o segundo lugar de Barrichello, no chuvoso GP de Mônaco.
- MasterCard Lola: Apoiada pela MasterCard e com Ricardo Rosset e Vincenzo Sospiri como pilotos, a Lola foi inscrita para o GP da Austrália, mas não superou a marca de 107% no treino classificatório e ficou de fora do grid. Chegou a ir para Interlagos, mas com a retirada do apoio do seu principal patrocinador, o time encerrou sua meteórica trajetória na categoria.

## Calendário
| Prova | Grande Prêmio      | Data           | Local             |
| ----- | ------------------ | -------------- | ----------------- |
| 1     | GP da Austrália    | 9 de março     | Melbourne         |
| 2     | GP do Brasil       | 30 de março    | Interlagos        |
| 3     | GP da Argentina    | 13 de abril    | Oscar Gálvez      |
| 4     | GP de San Marino   | 27 de abril    | Ímola             |
| 5     | GP de Mônaco       | 11 de maio     | Monte Carlo       |
| 6     | GP da Espanha      | 25 de maio     | Barcelona         |
| 7     | GP do Canadá       | 15 de junho    | Montreal          |
| 8     | GP da França       | 29 de junho    | Magny-Cours       |
| 9     | GP da Grã-Bretanha | 13 de julho    | Silverstone       |
| 10    | GP da Alemanha     | 27 de julho    | Hockenheim        |
| 11    | GP da Hungria      | 10 de agosto   | Hungaroring       |
| 12    | GP da Bélgica      | 24 de agosto   | Spa-Francorchamps |
| 13    | GP da Itália       | 7 de setembro  | Monza             |
| 14    | GP da Áustria      | 21 de setembro | A1-Ring           |
| 15    | GP de Luxemburgo   | 28 de setembro | Nürburgring       |
| 16    | GP do Japão        | 12 de outubro  | Suzuka            |
| 17    | GP da Europa       | 26 de outubro  | Jerez             |

### Mudanças no calendário
- O Grande Prêmio da Áustria retornou ao calendário depois de 10 anos de ausência.[4]
- O Grande Prêmio de Luxemburgo foi adicionado ao campeonato mundial pela primeira vez após realizar uma corrida não válida ao campeonato de 1949 até 1952.[5]
- O Grande Prêmio de Portugal seria originalmente a última corrida da temporada de 1997 no circuito de Estoril mas foi cancelado e substituído pelo Grande Prêmio da Europa em Jerez de la Frontera após os proprietários do autódromo não conseguirem fazer alterações solicitadas.[6]

## Resultados

### Grandes Prêmios
| GP | Grande Prêmio      | Pole Position         | Volta mais rápida     | Vencedor              | Equipe           | Descrição |
| -- | ------------------ | --------------------- | --------------------- | --------------------- | ---------------- | --------- |
| 1  | GP da Austrália    | Jacques Villeneuve    | Heinz-Harald Frentzen | David Coulthard       | McLaren-Mercedes | Detalhes  |
| 2  | GP do Brasil       | Jacques Villeneuve    | Jacques Villeneuve    | Jacques Villeneuve    | Williams-Renault | Detalhes  |
| 3  | GP da Argentina    | Jacques Villeneuve    | Gerhard Berger        | Jacques Villeneuve    | Williams-Renault | Detalhes  |
| 4  | GP de San Marino   | Jacques Villeneuve    | Heinz-Harald Frentzen | Heinz-Harald Frentzen | Williams-Renault | Detalhes  |
| 5  | GP de Mônaco       | Heinz-Harald Frentzen | Michael Schumacher    | Michael Schumacher    | Ferrari          | Detalhes  |
| 6  | GP da Espanha      | Jacques Villeneuve    | Giancarlo Fisichella  | Jacques Villeneuve    | Williams-Renault | Detalhes  |
| 7  | GP do Canadá       | Michael Schumacher    | David Coulthard       | Michael Schumacher    | Ferrari          | Detalhes  |
| 8  | GP da França       | Michael Schumacher    | Michael Schumacher    | Michael Schumacher    | Ferrari          | Detalhes  |
| 9  | GP da Grã-Bretanha | Jacques Villeneuve    | Michael Schumacher    | Jacques Villeneuve    | Williams-Renault | Detalhes  |
| 10 | GP da Alemanha     | Gerhard Berger        | Gerhard Berger        | Gerhard Berger        | Benetton-Renault | Detalhes  |
| 11 | GP da Hungria      | Michael Schumacher    | Heinz-Harald Frentzen | Jacques Villeneuve    | Williams-Renault | Detalhes  |
| 12 | GP da Bélgica      | Jacques Villeneuve    | Jacques Villeneuve    | Michael Schumacher    | Ferrari          | Detalhes  |
| 13 | GP da Itália       | Jean Alesi            | Mika Häkkinen         | David Coulthard       | McLaren-Mercedes | Detalhes  |
| 14 | GP da Áustria      | Jacques Villeneuve    | Jacques Villeneuve    | Jacques Villeneuve    | Williams-Renault | Detalhes  |
| 15 | GP de Luxemburgo   | Mika Häkkinen         | Heinz-Harald Frentzen | Jacques Villeneuve    | Williams-Renault | Detalhes  |
| 16 | GP do Japão        | Jacques Villeneuve    | Heinz-Harald Frentzen | Michael Schumacher    | Ferrari          | Detalhes  |
| 17 | GP da Europa       | Jacques Villeneuve    | Heinz-Harald Frentzen | Mika Häkkinen         | McLaren-Mercedes | Detalhes  |

### Classificação de pilotos
| Pos | Piloto                | AUS | BRA | ARG | SMR | MON | SPA | CAN | FRA | GBR | GER | HUN | BEL | ITA | AUT | LUX | JPN | EUR | Pontos |
| --- | --------------------- | --- | --- | --- | --- | --- | --- | --- | --- | --- | --- | --- | --- | --- | --- | --- | --- | --- | ------ |
| 1   | Jacques Villeneuve    | Ret | 1   | 1   | Ret | Ret | 1   | Ret | 4   | 1   | Ret | 1   | 5   | 5   | 1   | 1   | DSQ | 3   | 81     |
| DSQ | Michael Schumacher    | 2   | 5   | Ret | 2   | 1   | 4   | 1   | 1   | Ret | 2   | 4   | 1   | 6   | 6   | Ret | 1   | Ret | 78     |
| 2   | Heinz-Harald Frentzen | 8†  | 9   | Ret | 1   | Ret | 8   | 4   | 2   | Ret | Ret | Ret | 3   | 3   | 3   | 3   | 2   | 6   | 42     |
| 3   | David Coulthard       | 1   | 10  | Ret | Ret | Ret | 6   | 7   | 7†  | 4   | Ret | Ret | Ret | 1   | 2   | Ret | 10† | 2   | 36     |
| 4   | Jean Alesi            | Ret | 6   | 7   | 5   | Ret | 3   | 2   | 5   | 2   | 6   | 11  | 8   | 2   | Ret | 2   | 5   | 13  | 36     |
| 5   | Gerhard Berger        | 4   | 2   | 6   | Ret | 9   | 10  |     |     |     | 1   | 8   | 6   | 7   | 10  | 4   | 8   | 4   | 27     |
| 6   | Mika Häkkinen         | 3   | 4   | 5   | 6   | Ret | 7   | Ret | Ret | Ret | 3   | Ret | DSQ | 9   | Ret | Ret | 4   | 1   | 27     |
| 7   | Eddie Irvine          | Ret | 16  | 2   | 3   | 3   | 12  | Ret | 3   | Ret | Ret | 9†  | 10† | 8   | Ret | Ret | 3   | 5   | 24     |
| 8   | Giancarlo Fisichella  | Ret | 8   | Ret | 4   | 6   | 9   | 3   | 9   | 7   | 11  | Ret | 2   | 4   | 4   | Ret | 7   | 11  | 20     |
| 9   | Olivier Panis         | 5   | 3   | Ret | 8   | 4   | 2   | 11† |     |     |     |     |     |     |     | 6   | Ret | 7   | 16     |
| 10  | Johnny Herbert        | Ret | 7   | 4   | Ret | Ret | 5   | 5   | 8   | Ret | Ret | 3   | 4   | Ret | 8   | 7   | 6   | 8   | 15     |
| 11  | Ralf Schumacher       | Ret | Ret | 3   | Ret | Ret | Ret | Ret | 6   | 5   | 5   | 5   | Ret | Ret | 5   | Ret | 9   | Ret | 13     |
| 12  | Damon Hill            | DNS | 17† | Ret | Ret | Ret | Ret | 9   | 12  | 6   | 8   | 2   | 13† | Ret | 7   | 8   | 11  | Ret | 7      |
| 13  | Rubens Barrichello    | Ret | Ret | Ret | Ret | 2   | Ret | Ret | Ret | Ret | Ret | Ret | Ret | 13  | 14† | Ret | Ret | Ret | 6      |
| 14  | Alexander Wurz        |     |     |     |     |     |     | Ret | Ret | 3   |     |     |     |     |     |     |     |     | 4      |
| 15  | Jarno Trulli          | 9   | 12  | 9   | Ret | Ret | 15  | Ret | 10  | 8   | 4   | 7   | 15  | 10  | Ret |     |     |     | 3      |
| 16  | Pedro Paulo Diniz     | 10  | Ret | Ret | Ret | Ret | Ret | 8   | Ret | Ret | Ret | Ret | 7   | Ret | 13† | 5   | 12  | Ret | 2      |
| 17  | Mika Salo             | Ret | 13  | 8   | 9   | 5   | Ret | Ret | Ret | Ret | Ret | 13  | 11  | Ret | Ret | 10  | Ret | 12  | 2      |
| 18  | Shinji Nakano         | 7   | 14  | Ret | Ret | Ret | Ret | 6   | Ret | 11† | 7   | 6   | Ret | 11  | Ret | Ret | Ret | 10  | 2      |
| 19  | Nicola Larini         | 6   | 11  | Ret | 7   | Ret |     |     |     |     |     |     |     |     |     |     |     |     | 1      |
| 20  | Jan Magnussen         | Ret | Ret | 10† | Ret | 7   | 13  | Ret | Ret | Ret | Ret | Ret | 12  | Ret | Ret | Ret | Ret | 9   | 0      |
| 21  | Jos Verstappen        | Ret | 15  | Ret | 10  | 8   | 11  | Ret | Ret | Ret | 10  | Ret | Ret | Ret | 12  | Ret | 13  | 16  | 0      |
| 22  | Gianni Morbidelli     |     |     |     |     |     | 14  | 10  |     |     |     | Ret | 9   | 12  | 9   | 9   | Ret |     | 0      |
| 23  | Norberto Fontana      |     |     |     |     |     |     |     | Ret | 9   | 9   |     |     |     |     |     |     | 14  | 0      |
| 24  | Ukyo Katayama         | Ret | 18  | Ret | 11  | 10  | Ret | Ret | 11  | Ret | Ret | 10  | 14† | Ret | 11  | Ret | Ret | 17  | 0      |
| 25  | Tarso Marques         |     |     |     |     |     |     |     | Ret | 10  | Ret | 12  | Ret | 14  | EX  | Ret | Ret | 15  | 0      |
| -   | Ricardo Rosset        | NQ  | DNP |     |     |     |     |     |     |     |     |     |     |     |     |     |     |     | -      |
| -   | Vincenzo Sospiri      | NQ  | DNP |     |     |     |     |     |     |     |     |     |     |     |     |     |     |     | -      |
| Pos | Piloto                | AUS | BRA | ARG | SMR | MON | SPA | CAN | FRA | GBR | GER | HUN | BEL | ITA | AUT | LUX | JPN | EUR | Pontos |

| Cor        | Resultado             |
| ---------- | --------------------- |
| Ouro       | Vencedor              |
| Prata      | 2.º lugar             |
| Bronze     | 3.º lugar             |
| Verde      | Terminou, nos pontos  |
| Azul       | Terminou, sem pontos  |
| Púrpura    | Ret – Retirou-se      |
| Vermelho   | NQ – Não qualificado  |
| Preto      | DSQ – Desqualificado  |
| Branco     | NL – Não largou       |
| Branco     | C – Corrida cancelada |
| Azul claro | AT – Apenas Treino    |
| Sem cor    | NP – Não participou   |
| Sem cor    | Les – Lesionado       |
| Sem cor    | EX – Excluído         |

- Em negrito indica pole position e itálico volta mais rápida.

† Completou mais de 90% da distância da corrida.
- Foi a última temporada na história da Fórmula 1 a ser permitida o uso de mais de uma configuração de motor, visto que nas temporadas anteriores as configurações predominantes eram dos motores atmosféricos.  Com a saída do motor V12 em 1995, unicamente adotado pela Ferrari, 1997 contou apenas com motores V8 e V10. Em 1998, como configuração oficial e obrigatória pela FIA, todas as equipes adotaram o motor V10, apesar desse já se mostrar a configuração ideal e em maior parte adotado pelas fabricantes. Esse foi o padrão nas temporadas seguintes (na temporada de 2006  houve uma brecha de regulamento e a equipe Toro Rosso pode ingressar na temporada usando motores V10,por questões orçamentárias, mas de menor rotação comparada as concorrentes que agora eram obrigadas a usarem motores V8).
- Michael Schumacher foi desqualificado pela manobra no GP da Europa, em que "jogou" propositalmente seu carro em Villeneuve. Os pontos nos construtores não foram excluídos.
- Jarno Trulli começou a temporada na Minardi, mas devido ao acidente de Olivier Panis no Canadá, a equipe Prost contratou o italiano. Porém, o retorno de Panis ao time azul forçou a saída de Trulli, que não conseguiu terminar a sua primeira temporada na F-1. O italiano só viria a disputar sua primeira temporada completa em 1998.
- A MasterCard-Lola esteve na Austrália e no Brasil, mas não disputou as duas corridas (na Austrália, "estouraram" o limite de 107%, e, no Brasil, a equipe já havia falido).
- Esta temporada marcou seis estréias: Alexander Wurz (Benetton), que substituiu Gerhard Berger em três corridas, Jarno Trulli (começou pela Minardi e foi para a Prost no lugar de Olivier Panis, que havia se acidentado no Canadá), Shinji Nakano (estreou pela Prost, primeiro como companheiro de equipe de Panis, depois virou o companheiro de time do italiano), Vincenzo Sospiri (não disputou nenhuma corrida pela MasterCard-Lola), Ralf Schumacher (estreando pela Jordan) e Norberto Fontana (atuou em quatro corridas pela Sauber).
- Foi também uma temporada de despedidas, sendo quatro ao todo: Gerhard Berger (encerrou sua carreira pela Benetton, apesar de alguns boatos ligando o austríaco a um retorno à Ferrari em 1998), Gianni Morbidelli (deixou a Sauber após o GP do Japão), Nicola Larini (também abandonou a Sauber após cinco corridas) e Ukyo Katayama (encerrou sua participação na F-1 pela Minardi, com nenhum ponto marcado).

### Resumo das principais provas
Austrália
Jacques Villeneuve conquistou a pole, mas largou mal e teve de abandonar a prova na 1º curva da prova, se envolvendo em um acidente com Eddie Irvine e Johnny Herbert. Com isso, seu companheiro, Heinz-Harald Frentzen, assumiu a liderança, mas, nos boxes, perdeu a liderança para Mika Hakkinen. Até o final da prova, muitas disputas aconteceram durante a prova. Além de Hakkinen e Frentzen, Michael Schumacher e David Coulthard brigaram pela liderança. A vitória ia ficando com Frentzen, mas a 3 voltas do final, os freios travaram e ele teve de abandonar a prova. A vitória ficou com Coulthard, que comemorou sua segunda vitória e a quebra do jejum da McLaren de mais de 3 anos sem vitória, quando Ayrton Senna venceu pela última vez. Schumacher chegou em segundo e Hakkinen em terceiro.
Brasil
Após a péssima corrida na Austrália, Villeneuve venceu com muita facilidade em Interlagos. Largando da pole, ele não passou por nenhum problema durante as 71 voltas do Grande Prêmio.  Gerhard Berger passou em segundo, e a sensação do campeonato, Olivier Panis, ficou em terceiro lugar. Rubens Barrichello abandonou na 17º volta, com  problemas no motor.
Argentina
Mais um domínio de Villeneuve. Ele largou na frente, e dominou durante toda a prova. Com a vitória, ele assumiu a liderança do campeonato, com 20 pontos. Em segundo, chegou Eddie Irvine, com Ralf Schumacher em terceiro. Detalhe da corrida: na largada, Michael Schumacher protagonizou uma confusão entre os pilotos. Ele e Coulthard tiveram de abandonar a prova.
Europa (Espanha)
No final da temporada, Michael Schumacher provocou um acidente ao ser ultrapassado por Jacques Villeneuve e foi punido numa atitude antiesportiva, porém o alemão perdeu apenas o 2º lugar no campeonato. Seus 78 pontos conquistados foram mantidos. Assim, Heinz-Harald Frentzen termina como vice-campeão da temporada e os demais pilotos que pontuaram sobe uma posição.

### Pilotos
| Pos | Piloto                | Construtor(es)       | Corridas | Vitórias | Pódiuns | Poles | V.rápidas | Subtotal de Pontos | Total de Pontos |
| --- | --------------------- | -------------------- | -------- | -------- | ------- | ----- | --------- | ------------------ | --------------- |
| 1   | Jacques Villeneuve    | Williams-Renault     | 17       | 7        | 8       | 10    | 3         | 81                 | 81              |
| DSQ | Michael Schumacher    | Ferrari              | 17       | 5        | 8       | 3     | 3         | 78                 | 78              |
| 2   | Heinz-Harald Frentzen | Williams-Renault     | 17       | 1        | 7       | 1     | 6         | 42                 | 42              |
| 3   | David Coulthard       | McLaren-Mercedes     | 17       | 2        | 4       | 0     | 1         | 36                 | 36              |
| 4   | Jean Alesi            | Benetton-Renault     | 17       | 0        | 5       | 1     | 0         | 36                 | 36              |
| 5   | Gerhard Berger        | Benetton-Renault     | 14       | 1        | 2       | 1     | 2         | 27                 | 27              |
| 6   | Mika Häkkinen         | McLaren-Mercedes     | 17       | 1        | 3       | 1     | 1         | 27                 | 27              |
| 7   | Eddie Irvine          | Ferrari              | 17       | 0        | 5       | 0     | 0         | 24                 | 24              |
| 8   | Giancarlo Fisichella  | Jordan-Peugeot       | 17       | 0        | 2       | 0     | 1         | 20                 | 20              |
| 9   | Olivier Panis         | Prost-Mugen-Honda    | 10       | 0        | 2       | 0     | 0         | 16                 | 16              |
| 10  | Johnny Herbert        | Sauber-Petronas      | 17       | 0        | 1       | 0     | 0         | 15                 | 15              |
| 11  | Ralf Schumacher       | Jordan-Peugeot       | 17       | 0        | 1       | 0     | 0         | 13                 | 13              |
| 12  | Damon Hill            | Arrows-Yamaha        | 16       | 0        | 1       | 0     | 0         | 7                  | 7               |
| 13  | Rubens Barrichello    | Stewart-Ford         | 17       | 0        | 1       | 0     | 0         | 6                  | 6               |
| 14  | Alexander Wurz        | Benetton-Renault     | 3        | 0        | 1       | 0     | 0         | 4                  | 4               |
| 15  | Jarno Trulli          | Minardi-Hart         | 7        | 0        | 0       | 0     | 0         | 0                  | 3               |
| 15  | Jarno Trulli          | Prost-Mugen-Honda    | 7        | 0        | 0       | 0     | 0         | 3                  | 3               |
| 16  | Pedro Paulo Diniz     | Arrows-Yamaha        | 17       | 0        | 0       | 0     | 0         | 2                  | 2               |
| 17  | Mika Salo             | Tyrrell-Ford         | 17       | 0        | 0       | 0     | 0         | 0                  | 2               |
| 18  | Shinji Nakano         | Prost-Mugen-Honda    | 17       | 0        | 0       | 0     | 0         | 0                  | 2               |
| 19  | Nicola Larini         | Sauber-Petronas      | 5        | 0        | 0       | 0     | 0         | 1                  | 1               |
| 20  | Jan Magnussen         | Stewart-Ford         | 17       | 0        | 0       | 0     | 0         | 0                  | 0               |
| 21  | Jos Verstappen        | Tyrrell-Ford         | 17       | 0        | 0       | 0     | 0         | 0                  | 0               |
| 22  | Gianni Morbidelli     | Sauber-Petronas      | 8        | 0        | 0       | 0     | 0         | 0                  | 0               |
| 23  | Norberto Fontana      | Sauber-Petronas      | 4        | 0        | 0       | 0     | 0         | 0                  | 0               |
| 24  | Ukyo Katayama         | Minardi-Hart         | 17       | 0        | 0       | 0     | 0         | 0                  | 0               |
| 25  | Tarso Marques         | Minardi-Hart         | 9        | 0        | 0       | 0     | 0         | 0                  | 0               |
| -   | Ricardo Rosset        | MasterCard Lola-Ford | -        | -        | -       | -     | -         | -                  | -               |
| -   | Vincenzo Sospiri      | MasterCard Lola-Ford | -        | -        | -       | -     | -         | -                  | -               |

### Classificação de construtores
| Pos | Construtor | Chassis | Motor                                         | Pneus | Pontos | Vitórias | Pódiums | Poles |
| --- | ---------- | ------- | --------------------------------------------- | ----- | ------ | -------- | ------- | ----- |
| 1   | Williams   | FW19    | Renault RS9 V10 Renault RS9B V10              | G     | 123    | 8        | 15      | 11    |
| 2   | Ferrari    | F310B   | Ferrari 046/2 V10                             | G     | 102    | 5        | 13      | 3     |
| 3   | Benetton   | B197    | Renault RS9 V10 Renault RS9B V10              | G     | 67     | 1        | 8       | 2     |
| 4   | McLaren    | MP4-12  | Mercedes FO 110E V10                          | G     | 63     | 3        | 7       | 1     |
| 5   | Jordan     | 197     | Peugeot A14 V10                               | G     | 33     |          | 3       |       |
| 6   | Prost      | JS45    | Mugen-Honda MF-301HB V10                      | B     | 21     |          | 2       |       |
| 7   | Sauber     | C16     | Petronas SPE-01 (Ferrari 046 rebatizados) V10 | G     | 16     |          | 1       |       |
| 8   | Arrows     | A18     | Yamaha OX11A (Judd JV rebatizados) V10        | B     | 9      |          | 1       |       |
| 9   | Stewart    | SF01    | Ford JD Zetec-R V10                           | B     | 6      |          | 1       |       |
| 10  | Tyrrell    | 025     | Ford ED4 V8                                   | G     | 2      |          |         |       |
| 11  | Minardi    | M197    | Hart 830 AV7 V8                               | B     | 0      |          |         |       |
| -   | Lola       | T97/30  | Ford ECA Zetec-R V8                           | B     | -      |          |         |       |